# Heeresgedenkstätte im Leineschloss
Die Heeresgedenkstätte im Leineschloss in Hannover war ein zur Zeit des Nationalsozialismus im Leineschloss eingerichtetes „Museum“ mit zwiespältigem Inhalt: In der Bevölkerung sollte es den Anschein erwecken, dem Gedenken der Toten der – deutschen – Heere zu dienen. Tatsächlich aber verherrlichte die Sammlung jedoch den Krieg an sich und trug dazu bei, die deutsche Niederlage von 1918 im Ersten Weltkrieg in einen „Sieg im Felde“ umzudeuten. Vor allem aber stand die Heeresgedenkstätte im Dienst der Propaganda für einen neuen Weltkrieg und die hierfür nicht nur von Adolf Hitler gewünschte Aufrüstung der Wehrmacht.

## Geschichte
Vorläuferin der Heeresgedenkstätte war die bereits um Weihnachten im Dezember 1914 initiierte Weltkriegssammlung der Stadt Hannover, die dann ihren Ausstellungs-„Schwerpunkt auf die breite Dokumentation der [hannoverschen] Alltagsgeschichte des Ersten Weltkriegs“ legte. Das zuständige „Vaterländische Museum“ der Stadt im Gebäude Prinzenstraße 4 (Vorläufer des heutigen Historischen Museums am Hohen Ufer) begann zur Zeit der Weimarer Republik aufgrund des nun nur noch geringen Interesses der Bevölkerung an ihrem verlorenen Krieg mit einer Rückbesinnung zunächst auf die Traditionen der alten königlich hannoverschen Armeen. Ergänzend wurden 1928 dann aber auch die Königlich Preußischen, insgesamt „69 Fahnen und Standarten der Regimenter des X. Armeekorps“ des Deutschen Kaiserreichs in die Sammlung aufgenommen.
Während der ehemalige Leiter der „Städtischen Kriegssammlung“, Georg Biermann, schon zuvor die Weltkriegssammlung als „Grundlage für eine deutsche Weltkultur“ herbeisinnierte, steigerte sich im Dritten Reich das fabulierte angebliche „Deutschen Wesen“ bis hin zur Rassenideologie und der Suche nach den angeblichen Ariern. Für die Weltkriegssammlung diskutierten Mitarbeiter der Stadtverwaltung Hannover nun Überlegungen, zusätzlich Gedenkstätten für die deutschen und ehemals in Hannover ansässigen volkstümlichen Dichter Ludwig Hölty, Hermann Löns und Wilhelm Busch einzurichten, insbesondere aber auch für „Führernaturen“ wie den Generalfeldmarschall Paul von Hindenburg und den Kolonialisten Karl Peters, der als „Hänge-Peters“ aufgrund „der von ihm zu verantwortenden Grausamkeiten“ gegenüber den „Eingeborenen“ der ehemaligen deutschen Kolonie Deutsch-Ostafrika seines Amtes enthoben worden war. Die weiteren Ausbaupläne der in diesem Sinne nicht mehr zeitgemäßen und dennoch schon auf rund 7000 Objekte angewachsenen, völlig überfüllten Schausammlung wurden jedoch von der Tagespresse angegriffen – und schließlich lehnte die NSDAP die Erweiterungspläne ab. Insbesondere der Plan für ein besonderes Museum in der Hindenburgvilla in der Seelhorststraße scheiterte am Einspruch „der Partei, die die Entstehung eines deutschnationalen ‚Wallfahrtsorts‘ verhindern wollte“.
Erst 1935, dem Jahr der Wiedereinführung der Wehrpflicht der Deutschen, zumindest für den männlichen Teil, kam die veraltete Weltkriegssammlung einer neuen Bestimmung am neuen Ort zu: Unter dem Namen „Heeresgedenkstätte im Leineschloss“ kam es einerseits zu einer ersten örtlichen Entlastung des noch in der Prinzenstraße ansässigen, völlig überfüllten Vaterländischen Museums. Andererseits diente der Ort der Heeresgedenkstätte – das standesgemäße Schloss der ehemals absolutistisch regierenden Landesherren – nun nicht mehr nur dem Gedenken der im Ersten Weltkrieg gefallenen Soldaten, sondern auch der Verehrung des neuen Landesherrn, des neuen, alleinigen „Führers“ – Adolf Hitler. Unter seinem Konterfei im Leineschloss sollte die deutsche Niederlage von 1918 im Ersten Weltkrieg als „Sieg im Felde“ umgedeutet werden, sollte mit der Verherrlichung des Krieges die Bevölkerung propagandistisch auf den wenige Jahre später angezettelten Totalen Krieg eingestimmt werden. Während im Vaterländischen Museum, dem baldigen „Niedersächsischen Volkstummuseum“ in der Prinzenstraße nun die Abteilung Volkskunde stärker betont wurde, wurde im Leineschloss endlich auch das zuvor gewünschte „Hindenburg-Zimmer“ eingerichtet.
Am 11. Oktober 1935 wurde die Heeresgedenkstätte schließlich eröffnet. Hier fand ab 1937 bis 1939 nun auch im Rahmen des vom Volksbund Deutsche Kriegsgräberfürsorge initiierten Volkstrauertages die Kranzniederlegungen statt, die dem eigentlichen „Heldengedenken“ mit großen Truppenaufmärschen und Paraden auf dem nahegelegenen Waterlooplatz vorausgingen.
Während der ersten Jahre des Zweiten Weltkrieges wurde die Sammlung mit „Beutestücken“ weiter ausgebaut.
Bereits beim ersten großen Luftangriff auf Hannover am 26. Juli 1943 um 12.05 Uhr trafen Brandbomben amerikanischer B17-Bomber das Leineschloss, das in nur zehn Minuten vollständig bis auf die Grundmauern ausbrannte – und damit auch der Großteil der Weltkriegssammlung vernichtet wurde.
Heute ist das insbesondere im Inneren neu gestaltete Leineschloss Sitz der demokratisch gewählten Niedersächsischen Landesregierung. Noch erhaltene Objekte der Weltkriegssammlung, die in der Bundesrepublik Deutschland durch Zugänge ergänzt wurden, finden sich heute im Historischen Museum Hannover, dem unter Einbeziehung des Alten Zeughauses durch den Architekten Dieter Oesterlen an der Burgstraße bis 1966 errichteten Museumsneubau.